# شناسونات
الشناسونات (الاسم العلمي: Myrothamnanae) هي فوق رتبة من النباتات تتبع ثنائيات الفلقة.

## التصنيف
- الجونيريات
  - الشناسية
    - الشناسة

  - الجونيرية
    - الجونيرة